# Nižný Klátov
Nižný Klátov (ungarisch Alsótőkés) ist eine Gemeinde im Osten der Slowakei mit 941 Einwohnern (Stand 31. Dezember 2024). Sie liegt im Okres Košice-okolie, einem Teil des Košický kraj.

## Geografie
Die Gemeinde liegt etwa sieben Kilometer nordwestlich der Großstadt Košice. Das knapp sechs Quadratkilometer große Gemeindegebiet umfasst einen Talabschnitt des oberen Myslavsky potok, eines Nebenflusses des Hornád. Die Höhen um Nižný Klátov gehören zu den Volovecer Bergen, den östlichen Ausläufern des Slowakischen Erzgebirges. Im Norden des Gemeindegebietes steigt das Gelände an und erreicht im Križna hora mit 521 m n.m. den höchsten Punkt. Im Süden trennt ein schmaler bewaldeter Höhenzug das Tal des Myslavsky potok vom Tal der Ida, die hier parallel nach Südosten fließt und dem von ihr aufgestauten Vodná nádrž Bukovec. Der Osten der Gemeinde – rund um das Tal des kleinen Flusses Vrbica – ist von dichten Wäldern bedeckt.

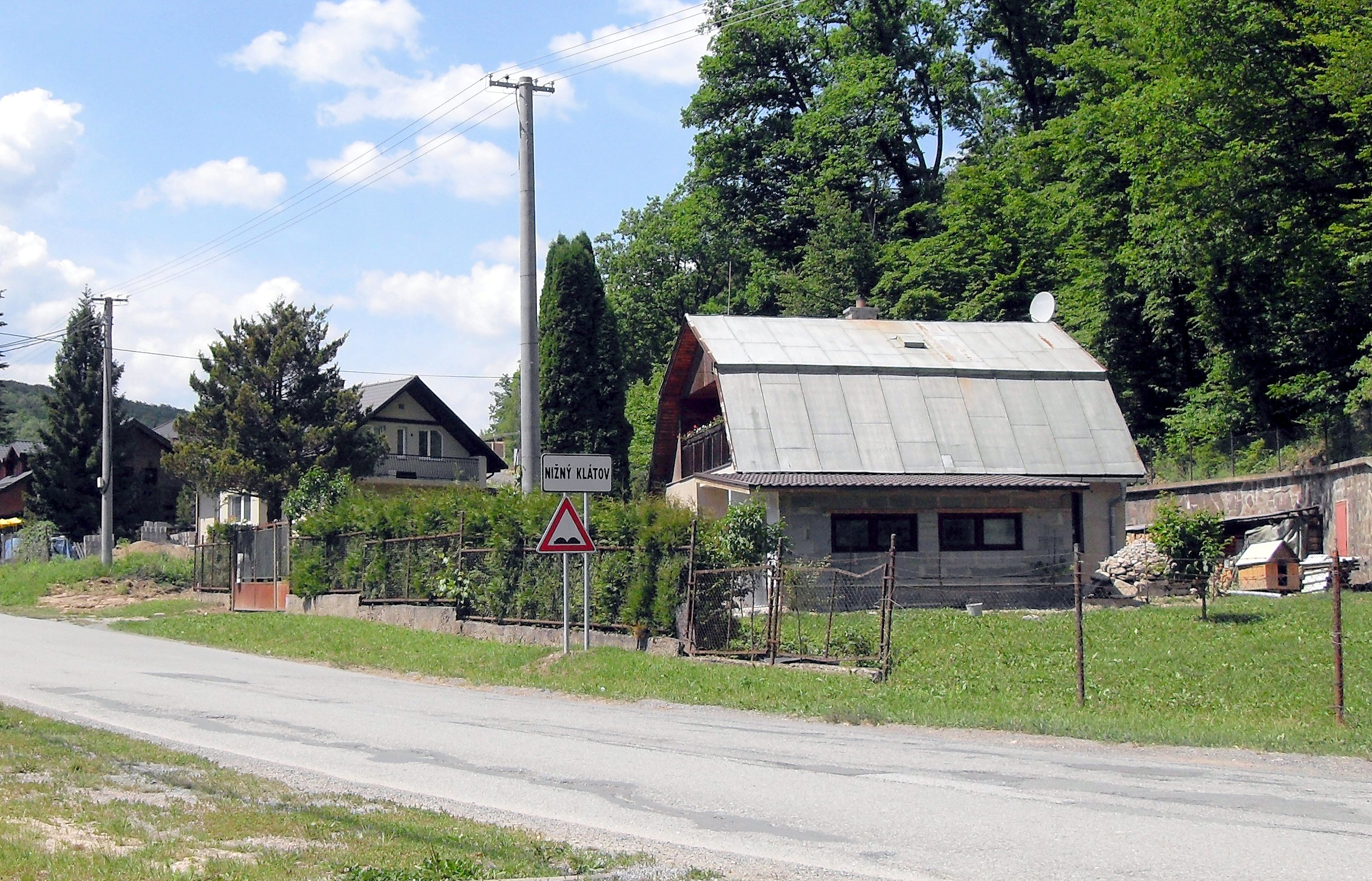
Östlicher Ortseingang von Nižný Klátov

Nachbargemeinden von Nižný Klátov sind Košice im Nordosten und Osten, Baška im Südosten, Bukovec im Süden, Hýľov im Westen sowie Vyšný Klátov im Nordwesten.

## Geschichte
Funde von Steinwerkzeugen lassen darauf schließen, dass das Gebiet um die heutige Gemeinde Nižný Klátov bereits vor etwa 38.000 Jahren besiedelt war. Im benachbarten Myslava fanden sich auch Reste von Jungsteinzeitmenschen sowie Reste von Behausungen, die eine Grundfläche von 4 × 8 m aufwiesen. Archäologen errechneten für diese Dorfstelle zwischen Myslava und Nižný Klátov etwa 40 bis 70 Einwohner.
In den letzten Jahrhunderten vor der Zeitrechnung (in der frühen Eisenzeit) drangen Kelten in das Košicer Becken vor. Sie brachten neue Techniken der Metallverarbeitung und die Töpferscheibe mit. Zur Zeit der Völkerwanderung kamen Stämme aus dem heutigen Rumänien (Daker) und germanische Wandalen in das Gebiet, von Osten kamen slawische Gruppen – die Vorfahren der heutigen Slowaken, später nomadische Awaren. Allmählich entstanden Bauerndörfer der verschiedenen Kulturen und gemischte Siedlungen. Es begann ca. ab dem 9. Jahrhundert eine lange andauernde Koexistenz von Slawen und Awaren, den späteren Ungarn.
Der slowakische Einfluss bei der Besiedlung des Košicer Umlandes verstärkte sich während der Zeit des Großmährischen Reiches.
Dennoch gehen Historiker davon aus, dass es sich bei Nižný Klátov um eine Gründung deutscher Kolonisten handelt. Grund zu dieser Annahme geben zahlreiche frühe deutsche Flurnamen (Šternberk, Iberšek, Pod Buchberkom) in der näheren Umgebung des Dorfes. Es lag am südlichen Rand der Zips, die in der zweiten Hälfte des 11. Jahrhunderts von Ungarn erobert wurde (Mitte des 12. Jahrhunderts als Zipser Gespanschaft organisiert). Die meisten Zipser Städte hatten ihren Ursprung in deutschen Siedlungen (in der Unterzips vor allem Bergbausiedlungen), für die ab dem 12. Jahrhundert, insbesondere nach dem Mongoleneinfall 1242, deutsche Spezialisten und Bergleute aus Schlesien, Sachsen und Thüringen von den Ungarnkönigen ins Land geholt wurden.
Im Jahr 1317 wurde Nižný Klátov erstmals schriftlich in einer Urkunde erwähnt, die sich heute in einem Archiv in Košice befindet.
Die Herrschaft über Nižný Klátov wechselte recht häufig, oft wurden Teile des Dorfes an regionale Gutsherren verkauft oder verpfändet.
Das Dorf bestand anfangs aus zwei Teilen – einem Unterdorf (Nižný Klátov) und einem Oberdorf (heutige Gemeinde Vyšný Klátov). Die ungarischen Namen lauten Alsótőkés und Felsőtőkés; in den frühen Dokumenten – so auch noch 1337 – werden beide Dorfteile als Tőkés bzw. Tejkeš bezeichnet. 1344 hieß das Dorf im Verzeichnis des päpstlichen Zehnten Thewkes.
Bereits für 1311 ist der Bau einer ersten Steinkirche oder Kapelle belegt.
1382 gehen Nižný und Vyšný Klátov in den Besitz der Stadt Košice über, ab dieser Zeit ist von zwei verschiedenen Dörfern die Rede.
Für das Jahr 1633 ist in Vyšný Klátov der Betrieb einer Wassermühle mit einem Sägewerk belegt.
Im 14. und 15. Jahrhundert sank die Bevölkerungszahl von Nižný Klátov durch die angespannte wirtschaftliche Situation infolge der Türkenkriege, wegen religiösen Konflikten und häufig auftretenden Epidemien. Ab dem späten 16. Jahrhundert begann der verstärkte Zuzug von Slowaken. Im 16. Jahrhundert kamen auch die Ideen Luthers und Calvins in das Dorf. Sie fielen vorwiegend bei der deutschen Bevölkerung auf fruchtbaren Boden. Im späten 17. Jahrhundert griff die Gegenreformation im Osten der Slowakei (1752 waren alle Einwohner von Nižný Klátov wieder katholisch). Weitere einschneidende Ereignisse waren die Kämpfe während des Kuruzenaufstandes von Franz II. Rákóczi und eine Pestepidemie im Jahr 1710.
In der ersten Hälfte. 19. Jahrhundert entluden sich als Folge von Missernten, Hunger und einer Cholera-Epidemie Unruhen in der verarmten Bevölkerung, die im Jahr 1831 in einem Bauernaufstand gipfelten.
Zu Beginn des 19. Jahrhunderts lebten in Nižný Klátov fast ausschließlich Slowaken, die Beamten der Gendarmerie, der Militär, Finanz-, Bildungs-, Steuer- und anderen Verwaltungsbehörden waren Ungarn. Am Ende des 19. Jahrhunderts trieb die Armut, die im gesamten Osten der Slowakei herrschte, viele Bewohner aus dem Land – teilweise nach Ungarn, teilweise nach Übersee.
Im Ersten Weltkrieg wurden im Dorf Rinder, Mais, Kartoffeln, Bohnen, Speck, Heu, Stroh, Wolle, Zinn-, Kupfer- und Messinggegenstände sowie eine Kirchenglocke beschlagnahmt. Daneben wurde ein Lebensmittelmarken-System eingeführt. Viele Männer wurden rekrutiert, die Arbeit auf den Feldern verrichteten nun vermehrt russische Kriegsgefangene. 15 Männer aus dem Dorf kamen nicht aus dem Krieg zurück, die meisten fielen an der Ostfront.
1919 gab es bei Nižný Klátov Gefechte zwischen der neuen tschechoslowakischen und der ungarischen Armee, die auf beiden Seiten viele Opfer forderten.
Nach dem Ersten Wiener Schiedsspruch gehörte Nižný Klátov und Umgebung von 1938 bis 1945 zum ungarischen Komitat Abaúj.
Das Dorf liegt in einem Gebiet, in dem seit dem Mittelalter Bodenschätze wie Eisen, Kupfer, Gold, Silber, Magnesit und Steinkohle gefördert wurden, so unter anderem in Vyšný Medzev, Zlatá Idka, Opátka, Košické Hámre oder Košická Belá. Es gab immer wieder Versuche, die Bergbautradition auch in Nižný Klátov fortzusetzen – zuletzt in den 1930er Jahren – letztlich aber ohne Erfolg. Einzig der Granitabbau lohnt sich bis heute.
1926 bekam das Dorf eine Bibliothek, ein Jahr später wurde die Freiwillige Feuerwehr gegründet.

## Bevölkerung
| Jahr                | 1994 | 2004    | 2014     | 2024     |
| ------------------- | ---- | ------- | -------- | -------- |
| Anzahl der Personen | 589  | 636     | 780      | 941      |
| Unterschied         |      | +7,97 % | +22,64 % | +20,64 % |

| Jahr                | 2023 | 2024    |
| ------------------- | ---- | ------- |
| Anzahl der Personen | 914  | 941     |
| Unterschied         |      | +2,95 % |

Nach den Ergebnissen der Volkszählung 2001 lebten in Nižný Klátov 614 Einwohner, davon 99,5 % Slowaken.
88,1 % der Bewohner bekannten sich zur römisch-katholischen Kirche.

## Sehenswürdigkeiten
- Die römisch-katholische Erzengel-Michael-Kirche (Rímskokatolícky kostol svätého Michala, archanjela) steht im Norden des Dorfes. Sie wurde 1930 anstelle eines alten baufälligen Gebäudes errichtet. Die 160 m lange Kirchenmauer stammt aus dem Jahr 1935.[6]
- Die Pfarrkirche der Heiligen Dreifaltigkeit (Farský kostol Najsvätejšej Trojice)[7]

## Wirtschaft und Infrastruktur
Einen wichtigen Erwerbszweig bildet in Nižný Klátov seit vielen Generationen die Landwirtschaft – hier insbesondere die Milchviehhaltung und der Anbau von Getreide und Futtermitteln. Einige Bewohner pendeln in die nahe Großstadt Košice. Größter Arbeitgeber in Nižný Klátov ist aber ein Steinbruch nordwestlich des Ortes, den das Unternehmen Krušgeo SK betreibt. Eine behördliche Genehmigung für die Ausdehnung des Steinbruches auf das Zehnfache bis zum Jahr 2020 besteht bereits; ungeklärt ist nur die Art und Weise des Abtransports des Gesteins.
In Nižný Klátov gibt es einen Kindergarten, eine Grundschule, eine Bibliothek und ein Lebensmittelgeschäft.
Durch Nižný Klátov verläuft die Hauptstraße von Košice über Hýľov nach Zlatá Idka. Von dieser Straße zweigt in Nižný Klátov die einzige Zugangsstraße nach Vyšný Klátov ab. Nach Košice bestehen regelmäßige Busverbindungen. Vom nahen Košice aus bestehen Bahnverbindungen in alle Landesteile.

## Belege
1. ↑  Hustota obyvateľstva - obce [om7014rr_obc=AREAS_SK, v_om7014rr_ukaz=Rozloha (Štvorcový meter)]. Statistical Office of the Slovak Republic, 31. März 2025, abgerufen am 31. März 2025 (slowakisch).
2. ↑  Počet obyvateľov podľa pohlavia - obce (ročne) [om7101rr_obce=AREAS_SK]. Statistical Office of the Slovak Republic, 31. März 2025, abgerufen am 31. März 2025 (slowakisch).
3. ↑  Geschichte auf www.niznyklatov.sk. Abgerufen am 3. Februar 2011 (slowakisch).
4. 1 2  Počet obyvateľov podľa pohlavia - obce (ročne) [om7101rr_obce=AREAS_SK]. Statistical Office of the Slovak Republic, 31. März 2025, abgerufen am 31. März 2025 (slowakisch).
5. ↑  Statistische Daten auf statistics.sk/mosmis (Seite nicht mehr abrufbar, festgestellt im Mai 2019. Suche in Webarchiven)  Info: Der Link wurde automatisch als defekt markiert. Bitte prüfe den Link gemäß Anleitung und entferne dann diesen Hinweis. (slowakisch)
6. ↑  Kirche auf www.dokostola.sk. Abgerufen am 3. Februar 2011 (slowakisch).
7. ↑  Kirche auf www.dokostola.sk. Abgerufen am 4. Februar 2011 (slowakisch).